# Anne Spencer
Anne Spencer, född 1646, död 1715, var en engelsk adelskvinna. Hon stod modell som en av Peter Lelys berömda Windsor Beauties.